# Daniel Flores (Costa Rica)
Daniel Flores es el tercer distrito del cantón de Pérez Zeledón, en la provincia de San José, de Costa Rica.
Es un distrito netamente urbano y en su área territorial se encuentra gran parte de la población de la ciudad de San Isidro de El General, convirtiéndose en un suburbio de la misma.

## Toponimia
Su nombre honra a un destacado educador de la región, reconocido por haber impulsado la enseñanza primaria. Se dice que José Daniel Flores Zavaleta (1876–1958) fue un hombre comprometido con la educación y el desarrollo de este distrito, por lo que se le atribuye el origen del nombre como reconocimiento a su aporte.
Sin embargo, esta afirmación ha sido objeto de cuestionamientos, ya que algunos sostienen que este señor ni siquiera llegó a visitar el cantón. [cita requerida]

## Historia
En 1923, en la cabecera del distrito, Palmares, la mayor parte de la tierra aún era virgen. Sin embargo, ya se encontraban asentadas algunas familias, entre ellas los Hidalgo Quirós, los Ceciliano Ceciliano, los Cordero Romero, los Quirós Calderón, los Garbanzo Quirós y los Carranza Garbanzo.

## Geografía
Daniel Flores cuenta con un área de 64,06 km² y una altitud media de 639 m s. n. m.
El relieve de Daniel Flores es bastante plano, lo cual ha favorecido la instalación de mucha industria cantonal, así como la proliferación de viviendas; asimismo, se resaltan las ligeras honduras, como en Quebrada Honda.

## Demografía
Para el año 2022, Daniel Flores cuenta con una población estimada de 46 344 habitantes, y para el último censo efectuado, en 2011, Daniel Flores contaba con una población de 33 537 habitantes.

## Cultura

### Educación
En este distrito se ubica la sede de la Universidad Estatal a Distancia (UNED), la Unidad Pedagógica José Brehinderhoff de Los Chiles, el Colegio Fernando Volio Jiménez en Palmares y varias direcciones de educación.
Se destaca además que los espacios para educación ya no son suficientes, pues la cantidad de niños y jóvenes que requieren ir a la escuela o el colegio, ha aumentado considerablemente.[cita requerida]
En el barrio Daniel Flores Zavaleta, la escuela tiene 90 años de haberse inaugurado.

## Localidades
Las localidades de acuerdo a la División Territorial Administrativa vigente son:
- Cabecera: Palmares.
- Barrios: Alto Brisas, Los Ángeles, Aurora, Los Chiles, Crematorio, Daniel Flores Zavaleta, Barrio Laboratorio, Los Pinos, Loma Verde, Lourdes, Rosas, Rosa Iris, San Francisco, Santa Margarita, La Trocha, Villa Ligia.
- Poblados: Aguas Buenas (parte), Bajos de Pacuar, Concepción (parte), Corazón de Jesús, Juntas de Pacuar, Paso Bote, Patio de Agua (San Juan Bosco), Peje, Percal, Pinar del Río, Quebrada Honda (parte), Repunta, Los Reyes, La Ribera, La Suiza (parte).

La cabecera de distrito, Palmares, se ha ido convirtiendo como en la prolongación de San Isidro, ya que el distrito central está saturado de construcciones y el fluido vehicular es muy lento en las horas pico. La construcción de residenciales y el primer Mall del cantón, también es parte de este distrito.

## Economía
Su principal actividad, a diferencia de los demás distritos agropecuarios, lo es la industria y los servicios. Así tenemos que entre Palmares y San Isidro de El General, existe una zona industrial, plagada de un sinnúmero de empresas de distinta índole, buen ejemplo lo la instalación del Mall Plaza Monte General, un centro comercial único en toda la región brunca (zona sur) de Costa Rica.

## Transporte

### Carreteras
Al distrito lo atraviesan las siguientes rutas nacionales de carretera:
- Ruta nacional 2
- Ruta nacional 242
- Ruta nacional 244
- Ruta nacional 321
- Ruta nacional 334